# به دنبال رؤیا
به دنبال رؤیا (به انگلیسی: Dreamcatcher) فیلمی است آمریکایی در سبک علمی-تخیلی و ترسناک ساخته سال ۲۰۰۳ به کارگردانی لارنس کاسدان که برپایه رمانی به نام کابوس‌گیر نوشته استیون کینگ ساخته شده‌است.
نام انگلیسی فیلم نیز به معنی کابوس‌گیر است که یکی از صنایع دستی سرخپوستان می‌باشد.
بازیگر اصلی این فیلم، مورگان فریمن است که نقش سرهنگ آبراهام کرتیس را ایفا می‌کند، سرهنگی دست‌به‌هفت‌تیر که سال‌ها است به شکار موجودات فرازمینی که سعی می‌کنند به کره زمین رخنه کنند اشتغال دارد.
فیلم‌برداری این فیلم در حوالی شهر پرینس جرج در ایالت بریتیش کلمبیا در غرب کانادا انجام شده‌است.